# Kabelová televize
Kabelová televize (CATV) je komerční označení pro technologii přenosu obrazu a dat prostřednictvím kabelových rozvodů. Někdy se užívá i zkratka TKR, která znamená televizní kabelový rozvod.

## Účel kabelové televize
Jejím účelem je přinést zákazníkovi širší nabídku televizních programů a širokopásmových datových služeb. Dalším významným atributem je schopnost přenášet obraz ve vyšší kvalitě, než když je přenášen terestriálně, díky stíněné kabeláži odolné proti vnějším ruchům.
Díky vhodným fyzikálním vlastnostem používané kabeláže je v ČR populární také poskytování internetových služeb, které zaznamenaly v první polovině 1. dekády 21. století dramatický nárůst uživatelů. Příčiny je možné hledat v dlouhotrvajícím monopolním postavení společnosti Český Telecom.

## Historie
Původním záměrem kabelové televize bylo přenést televizní signál všude tam, kam z určitých příčin (např. geografických) nebylo možné vysílat. Termín kabelová televize má prapůvod v sousloví Community Antenna Television a plně vystihuje výše uvedené. Rozvod televizního signálu ze společné antény, umístěné na vhodném místě, všem cílovým uživatelům. Technologie se stala velice populární zejména v severní Americe, Evropě, Austrálii a východní Asii. Naproti tomu se příliš neuchytila v řídce obydlených oblastech Afriky, kde bylo její zavádění nerentabilní. Oproti tomu se zde významně prosadily bezdrátové systémy, např. satelitní televize.

## Technologie
Původně byly k rozvodu signálu využívány koaxiální kabely, které byly díky pokroku nahrazovány také optickou kabeláží. Od devadesátých let 20. století je nejběžnějším nosníkem hybridní opticko-koaxiální kabeláž, tedy kombinace kabeláže optické (páteřní části rozvodu) i koaxiální (rozvody do jednotlivých domácností).
Tradiční kabelové televize využívaly pro přenos výlučně analogový signál (rádiové vlny), v průběhu času ovšem dochází k digitalizaci, která umožňuje v komprimované formě poskytnout daleko více televizních programů a v lepší kvalitě oproti analogově šířeným programům, stejně jako digitální přenos dat, telefonování nebo VoD (Video on Demand).

## Zapojení bytů
Rozvodová skříň se zesilovači a rozbočovači je obvykle umístěna na chodbě domu a do jednotlivých bytů je signál veden koaxiálními kabely. Základními zapojení bytů jsou hvězda a kaskáda, případně mini hvězda a hřeben.